# گمینا بیوگورای

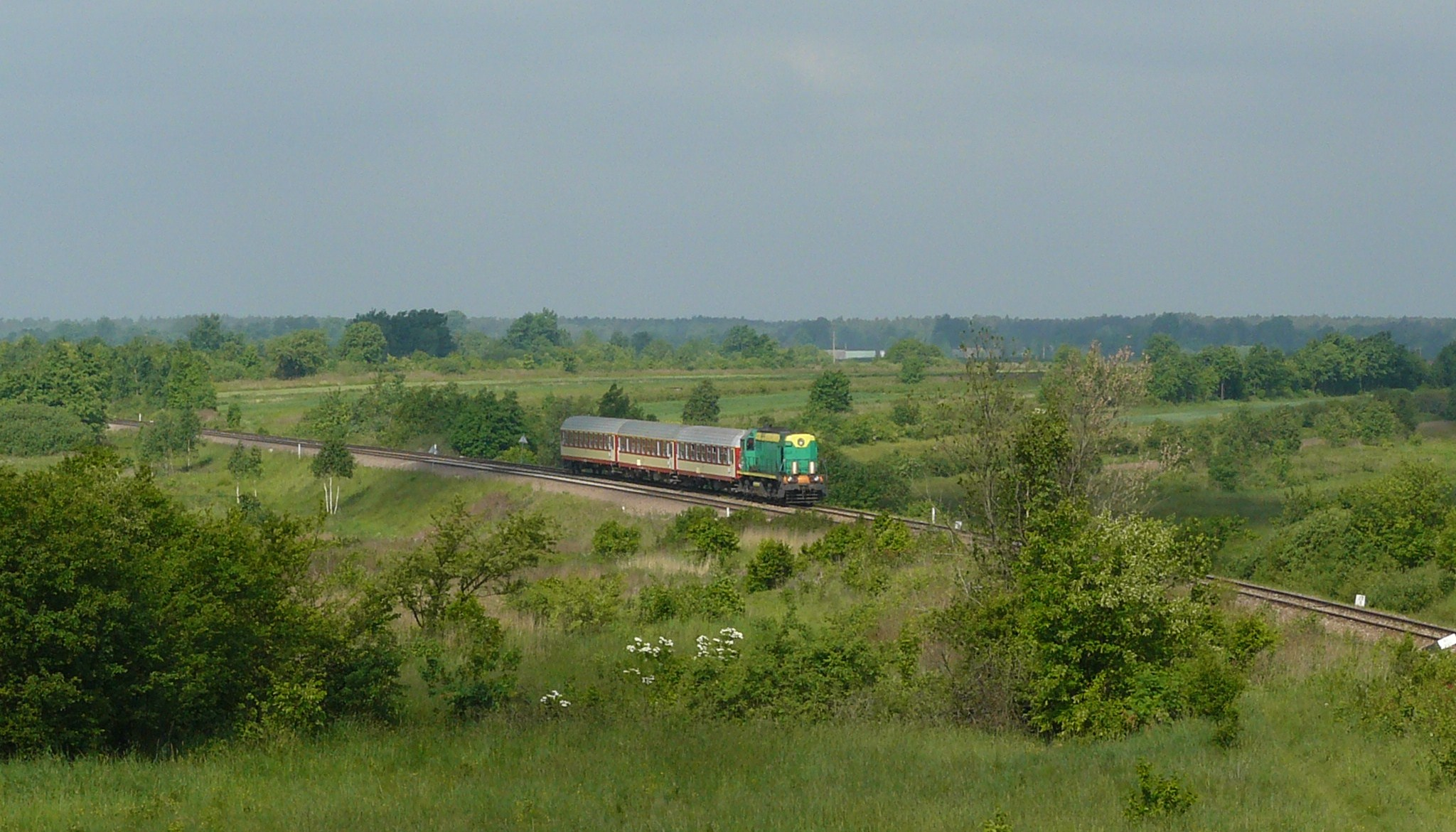
گمینا بیوگورای

گمینا بیوگورای (به لهستانی:  Gmina Biłgoraj) یک گمینا در لهستان است که در شهرستان بیوگورای واقع شده‌است. گمینا بیوگورای ۲۶۲٫۶۴ کیلومتر مربع مساحت و ۱۲٬۵۴۱ نفر جمعیت دارد.